# François Hugues
François Hugues (Parigi, 13 agosto 1896 – Levallois-Perret, 16 dicembre 1965) è stato un calciatore francese, di ruolo centrocampista.

## Carriera
Vinse il campionato francese nel 1921 e nel 1923 con il Red Star. Con la Nazionale francese prese parte ai Giochi Olimpici del 1920.

## Palmarès

### Club

#### Competizioni nazionali
- Coppa di Francia: 2

Red Star: 1920-1921, 1922-1923